# Massacre de Bình Hòa

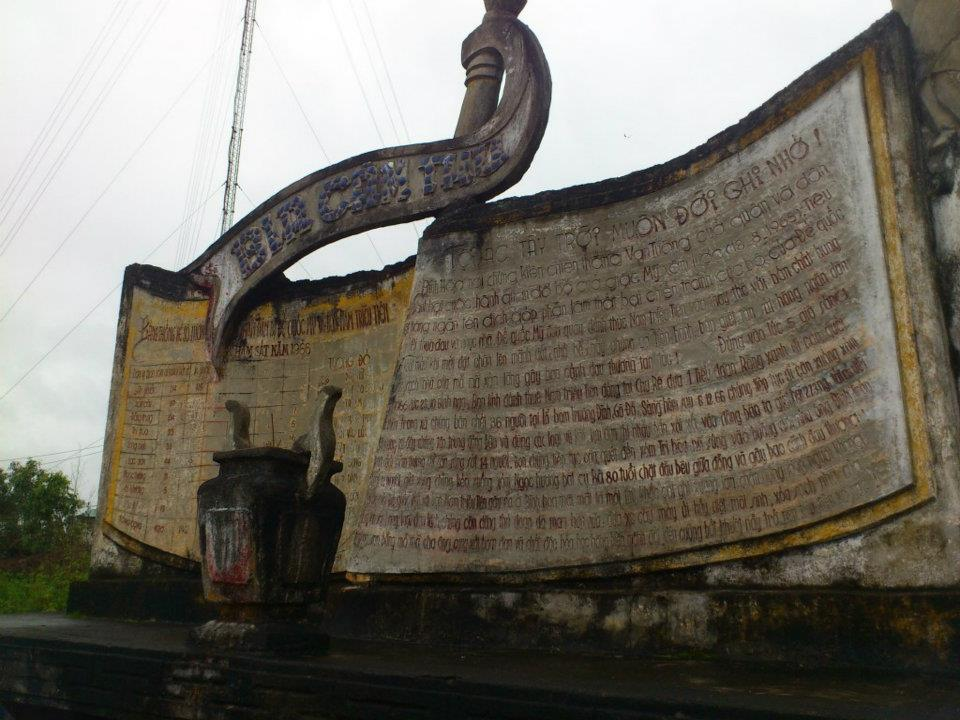
Mémorial du massacre de Bình Hòa

Le massacre de Bình Hòa (en vietnamien : thảm sát Bình Hoà, en coréen : 빈호아 학살) est un massacre qui aurait été commis par les forces sud-coréennes entre le 3 et le 6 décembre 1966, tuant 430 civils non armés dans le village de Bình Hòa, dans la province de Quảng Ngãi au Sud-Vietnam,. Un monument présent dans le village indiquerait cependant les 22, 24 et 26 octobre 1966 comme dates du massacre et mentionnerait 403 personnes tuées par les Sud-Coréens.
Le district se trouvait dans la zone d’opération de la Brigade du Dragon Bleu (en). La plupart des victimes étaient des enfants, des personnes âgées et des femmes. Plus de la moitié des victimes étaient des femmes (dont sept étaient enceintes) et 166 enfants,. Après le massacre, les soldats sud-coréens ont brûlé toutes les maisons et tué des centaines de vaches et de buffles. Un certain nombre de survivants ont rejoint les Viêt Cong et ont combattu contre les États-Unis et leurs alliés, dont la Corée du Sud,. Les forces sud-coréennes ont également été accusées d'avoir commis un massacre similaire dans le village de Bình Tai (en) la même année,.
Le massacre a été évoqué lorsque le journaliste britannique Justin Wintle a visité le Vietnam à la fin des années 1980, période durant laquelle le rapport sur le massacre a été divulgué aux médias occidentaux:12.

## Dans la culture populaire
Le massacre de Bình Hòa a été présenté dans un documentaire coréen intitulé The Last Lullaby, qui traite des atrocités commises par les Sud-Coréens au Sud-Vietnam.

## Lectures complémentaires
- Kim, Hyun Sook Lee. Korea's "Vietnam Question": War Atrocities, National Identity, and Reconciliation. Positions: East Asia Cultures Critique, Volume 9, Numéro 3, Hiver 2001, p. 622-635. E-ISSN 1527-8271